# Saint-Thibaud-de-Couz
 Saint-Thibaud-de-Couz  es una población y comuna francesa, en la región de Ródano-Alpes, departamento de Saboya, en el distrito de Chambéry y cantón de Les Échelles.

## Demografía
| 370 | 326 | 360 | 502 | 645 | 735 |
| Para los censos de 1962 a 1999 la población legal corresponde a la población sin duplicidades (Fuente: INSEE [Consultar]) |     |     |     |     |     |